# Magisters
Magisters — крупная юридическая фирма в СНГ. Фирма была основана в Киеве, в 1997 году, как «Магистр & Партнёры». С тех пор фирма изменила своё название на Magisters и расширила свою деятельность на всю территорию СНГ. Летом 2011 фирма объединилась с Адвокатским бюро «Егоров, Пугинский, Афанасьев и партнёры».

## История
Фирма была основана в 1997 году на Украине, как «Магистр & Партнёры», двумя молодыми юристами — Олегом Рябоконём и Сергеем Свирибой.
В 2006 году «Магистр & Партнёры» объединились с украинской юридической фирмой «Правис: Резников, Власенко & Партнёры» и вышли на российский рынок путём объединения с «Legas Legal Solutions», это было первое в истории трансграничное слияние независимых юридических фирм в странах СНГ.
В 2008 компания изменила название на Magisters, а также объединилась с белорусской юридической фирмой «БелЮрБюро» и открыла офис в Астане.
В начале 2009 года, Magisters создала своё представительство в Лондоне.
Летом 2011 году компания объявила о слиянии с Адвокатским бюро «Егоров, Пугинский, Афанасьев и партнёры».

## Офисы
- Киев
- Москва
- Минск
- Астана
- Лондон